# Ambarès-et-Lagrave
Ambarès-et-Lagrave é uma comuna francesa na região administrativa da Nova Aquitânia, no departamento de Gironda. Estende-se por uma área de 24,76 km². Em 2010 a comuna tinha 16 719 habitantes (densidade: 675,2 hab./km²).